# Ormyridae
Ormyridae es una pequeña familia de avispas parasíticas de la superfamilia  Chalcidoidea. Son parasitoides o hiperparasitoides de insectos que forman agallas, especialmente de avispas de la familia Cynipidae y de moscas de la familia Tephritidae. Hay alrededor de 140 especies agrupadas en tres géneros (el más numeroso es Ormyrus). Son casi cosmopolitas, excepto por una región extensa de Sudamérica. Se las reconoce por el diseño en relieve del metasoma.